# スーパーステション
スーパーステションは、地方競馬・ホッカイドウ競馬所属の日本の競走馬。主な勝ち鞍に2017年王冠賞、ダービーグランプリ、2018・19年旭岳賞、コスモバルク記念、赤レンガ記念、星雲賞、2018・20年瑞穂賞、2018年道営記念。

## 戦績
2016年5月にデビュー戦を快勝し、栄冠賞3着の後は重賞で6、4、8着と続きサッポロクラシックカップで3着。北海道2歳優駿ではエピカリスから大きく離された6着に終わった。
年が明け3歳は始動戦から2連勝を挙げ、2着を1度挟み挑んだ王冠賞は、北斗盃と北海優駿を含む重賞5連勝でホッカイドウ競馬三冠に王手をかけていた岩手のベンテンコゾウが圧倒的な1番人気に推される中で5番人気にとどまるも、レースでは3コーナーで先頭に立って後続を突き放し、重賞初制覇を飾ると同時にベンテンコゾウの三冠を阻止した。王冠賞制覇後、門別で3連勝ののち11月に地方全国交流競走である水沢競馬場のダービーグランプリに出走、好位追走からレース後半で先頭に立って追撃のフリビオンを封じて重賞2勝目、5連勝を達成した。その後は川崎競馬場の佐々木仁厩舎に移籍して南関東を転戦するも良績を挙げられず、2018年春に角川厩舎に戻った。
2018年初戦のコスモバルク記念では先手を取ってそのまま押し切って重賞3勝目。続く赤レンガ記念、星雲賞、旭岳賞、瑞穂賞と連勝を重ね、ホッカイドウ競馬シーズン閉幕を飾る道営記念でも2着タービランスに6馬身差をつけて圧勝した。道営シーズン終了後の12月には大井競馬場のGI・東京大賞典に出走し、9番人気の低評価ながら地方勢ではサウンドトゥルーに次ぐ6着と健闘した。2018年は重賞6連勝が評価され、ホッカイドウ競馬の年度代表馬に選出された。
5歳となった2019年もコスモバルク記念から始動し、2着オヤコダカに9馬身差をつけ、連覇で初戦を飾る。続く赤レンガ記念も単勝1.0倍の支持に応え、2着ステージインパクトに2.2秒差の大差をつけて連覇達成。6月には大井の帝王賞に遠征したが11着。門別に戻って星雲賞を連覇し、次走として札幌競馬場のエルムステークスに登録されたものの、夏負けの影響により回避。9月の旭岳賞も逃げて圧勝し、ここでも連覇を達成した。こののち、前年同様に瑞穂賞から道営記念というローテーションが組まれるも、脚部不安により瑞穂賞を回避ののちそのまま休養に入り、残シーズンは出走しなかった。
2020年は前述の脚部不安の影響により復帰は8月27日のA1特別戦となった。単勝1.7倍の1番人気に推されたが、レースは積極的な先行策から直線半ばまで先頭で粘るもクインズサターン・オヤコダカの差しに屈し3着に敗れる。続く瑞穂賞では2018年佐賀記念勝ち馬のルールソヴァールに続く2番人気に支持され、レースでは好スタートから先手を取り直線も余力を残したまま2着に3馬身差をつけ逃げ切り、13か月ぶりの勝利を飾った。
その後再び長期休養に入り、2021年9月に復帰戦を予定していたがレース前日に出走取消、更なる休養を経て2022年8月のA1下特別にて戦列に復帰、スタートから先手を主張し逃げ切り、実に1年10か月ぶりの勝利を挙げた。
その後は道営記念を目指して調整を続けていたが、脚の故障が再発し、引退を決定。道営記念の日の11月10日に引退式が行われ、2023年1月20日付で競走馬登録を抹消された。
引退後はレックススタッドで種牡馬となった。2023年は5頭に種付けして後に1頭が血統登録されているが、同シーズンのみで種牡馬を引退し、オールド・フレンズ・ジャパンに移動した。

## 競走成績
以下の内容は、netkeiba.comおよびJBISサーチ、地方競馬全国協会に基づく。
| 年月日      | 競馬場 | 競走名                         | 格     | 距離（馬場）  | 頭 数 | 枠 番 | 馬 番 | オッズ（人気） | 着順 | タイム （上り3F） | 着差 | 騎手     | 斤量 （kg） | 勝ち馬/（2着馬）       |
| ----------- | ------ | ------------------------------ | ------ | ------------- | ----- | ----- | ----- | -------------- | ---- | ----------------- | ---- | -------- | ----------- | ---------------------- |
| 2016.05.018 | 門別   | フレッシュチャレンジ           |        | ダ1200m（稍） | 8     | 2     | 2     | 01.8（1人）    | 1着  | 1:13.8 (38.6)     | -0.5 | 阿部龍   | 54          | （マイティキング）     |
| 0000.06.30  | 門別   | 栄冠賞                         | H2     | ダ1200m（良） | 13    | 8     | 12    | 09.1（4人）    | 3着  | 1:15.0 (40.0)     | -0.1 | 井上俊彦 | 54          | バンドオンザラン       |
| 0000.08.04  | 門別   | ブリーダーズGJC                | H1     | ダ1600m（良） | 9     | 5     | 5     | 07.8（5人）    | 6着  | 1:45.8 (42.6)     | -2.1 | 阿部龍   | 54          | ストーンリバー         |
| 0000.09.15  | 門別   | イノセントC                    | H3     | ダ1200m（良） | 9     | 8     | 9     | 06.2（2人）    | 4着  | 1:15.5 (39.1)     | -0.8 | 宮崎光行 | 54          | バンドオンザラン       |
| 0000.10.06  | 門別   | サンライズC                    | H2     | ダ1700m（不） | 12    | 6     | 7     | 29.5（8人）    | 8着  | 1:50.7 (40.9)     | -1.6 | 阿部龍   | 55          | ヒガシウィルウィン     |
| 0000.10.06  | 門別   | サッポロクラシックC            | H2     | ダ1200m（良） | 11    | 8     | 10    | 12.0（3人）    | 3着  | 1:16.1 (40.6)     | -1.1 | 阿部龍   | 55          | フライングショット     |
| 0000.11.01  | 門別   | 北海道2歳優駿                  | JpnIII | ダ1800m（稍） | 13    | 7     | 12    | 163.1（9人）   | 6着  | 1:58.5 (43.2)     | -3.9 | 阿部龍   | 55          | エピカリス             |
| 2017.05.31  | 門別   | ふたご座特別                   |        | ダ1200m（良） | 11    | 3     | 3     | 02.5（2人）    | 1着  | 1:13.6 (37.5)     | -0.7 | 阿部龍   | 56          | （ハタノフォルトゥナ） |
| 0000.06.14  | 門別   | 地方自治研究日高特別           | C1     | ダ1600m（良） | 8     | 8     | 8     | 02.5（2人）    | 1着  | 1:42.6 (39.8)     | -1.0 | 阿部龍   | 56          | （インディーズルアー） |
| 0000.06.29  | 門別   | みついし蓬莱山まつり特別       | B2     | ダ1800m（良） | 9     | 3     | 3     | 01.4（1人）    | 2着  | 1:58.6 (41.4)     | -0.1 | 阿部龍   | 54          | モンサンルリアン       |
| 0000.07.27  | 門別   | 王冠賞                         | H2     | ダ1800m（良） | 10    | 4     | 4     | 21.7（5人）    | 1着  | 1:56.7 (40.5)     | -1.4 | 阿部龍   | 56          | （ストーンリバー）     |
| 0000.08.29  | 門別   | マリーゴールド特別             | A3     | ダ1800m（不） | 10    | 3     | 3     | 01.4（1人）    | 1着  | 1:53.4 (39.2)     | -1.8 | 阿部龍   | 54          | （モンサンルリアン）   |
| 0000.09.27  | 門別   | つぼ八特別                     | A2     | ダ1800m（稍） | 12    | 5     | 5     | 01.2（1人）    | 1着  | 1:56.3 (40.4)     | -0.3 | 阿部龍   | 56          | （クラウンビュレット） |
| 0000.10.25  | 門別   | くっちゃんじゃが特別           | A2     | ダ1800m（重） | 11    | 6     | 7     | 01.2（1人）    | 1着  | 1:53.9 (38.2)     | -1.4 | 阿部龍   | 56          | （パーソナルマキ）     |
| 0000.11.19  | 水沢   | ダービーグランプリ             | M1     | ダ2000m（稍） | 12    | 8     | 11    | 02.2（1人）    | 1着  | 2:08.2 (39.6)     | -0.2 | 阿部龍   | 56          | （フリビオン）         |
| 2018.01.03  | 川崎   | 報知オールスターC              | SIII   | ダ2100m（良） | 14    | 6     | 9     | 05.6（2人）    | 14着 | 2:22.6 (43.7)     | -5.2 | 阿部龍   | 54          | ディアドムス           |
| 0000.01.22  | 大井   | 金盃トライアル                 | OP     | ダ2400m（重） | 13    | 1     | 1     |                |      | 開催取止め        |      | 吉原寛人 | 55          |                        |
| 0000.02.20  | 大井   | バレンタイン賞                 | A2     | ダ1600m（良） | 16    | 2     | 3     | 02.5（1人）    | 13着 | 1:43.7 (41.5)     | -2.1 | 森泰斗   | 57          | ペイシャゴンジセ       |
| 0000.04.25  | 門別   | コスモバルク記念               | H3     | ダ1800m（稍） | 10    | 1     | 1     | 05.0（3人）    | 1着  | 1:54.9 (40.4)     | -0.1 | 阿部龍   | 57          | （ドラゴンエアル）     |
| 0000.05.23  | 門別   | 赤レンガ記念                   | H3     | ダ2000m（良） | 7     | 5     | 5     | 03.6（3人）    | 1着  | 2:09.1 (41.0)     | -0.9 | 阿部龍   | 57          | （ドラゴンエアル）     |
| 0000.07.19  | 門別   | 星雲賞                         | H3     | ダ1600m（良） | 7     | 2     | 2     | 01.7（1人）    | 1着  | 1:39.9 (39.4)     | -1.4 | 阿部龍   | 57          | （モズオトコマエ）     |
| 0000.09.27  | 門別   | 旭岳賞                         | H3     | ダ2000m（良） | 8     | 3     | 3     | 01.2（1人）    | 1着  | 2:08.7 (40.0)     | -0.9 | 阿部龍   | 57          | （ドラゴンエアル）     |
| 0000.10.17  | 門別   | 瑞穂賞                         | H2     | ダ1800m（稍） | 5     | 5     | 5     | 01.7（2人）    | 1着  | 1:53.3 (38.2)     | -2.0 | 阿部龍   | 57          | （ワークアンドラブ）   |
| 0000.11.15  | 門別   | 道営記念                       | H1     | ダ2000m（稍） | 11    | 3     | 3     | 01.3（2人）    | 1着  | 2:05.3 (39.1)     | -1.2 | 阿部龍   | 56          | （タービランス）       |
| 0000.12.29  | 大井   | 東京大賞典                     | GI     | ダ2000m（良） | 16    | 2     | 3     | 60.7（9人）    | 6着  | 2:06.7 (40.4)     | -0.8 | 阿部龍   | 57          | オメガパフューム       |
| 2019.04.23  | 門別   | コスモバルク記念               | H3     | ダ1800m（良） | 7     | 4     | 4     | 01.1（1人）    | 1着  | 1:55.7 (40.7)     | -1.8 | 阿部龍   | 57          | （オヤコダカ）         |
| 0000.05.21  | 門別   | 赤レンガ記念                   | H3     | ダ2000m（不） | 6     | 5     | 5     | 01.0（1人）    | 1着  | 2:04.1 (38.0)     | -2.2 | 阿部龍   | 57          | （ステージインパクト） |
| 0000.06.26  | 大井   | 帝王賞                         | JpnI   | ダ2000m（重） | 14    | 6     | 9     | 42.9（6人）    | 11着 | 2:06.6 (39.8)     | -2.2 | 阿部龍   | 57          | オメガパフューム       |
| 0000.07.17  | 門別   | 星雲賞                         | H3     | ダ1600m（重） | 10    | 5     | 5     | 01.0（1人）    | 1着  | 1:39.8 (38.5)     | -0.1 | 阿部龍   | 58          | （オヤコダカ）         |
| 0000.09.12  | 門別   | 旭岳賞                         | H2     | ダ2000m（稍） | 8     | 2     | 2     | 01.4（1人）    | 1着  | 2:05.9 (38.8)     | -1.6 | 阿部龍   | 57          | （オヤコダカ）         |
| 2020.08.27  | 門別   | スマホアプリJA2MP特別          | A1     | ダ1800m（良） | 11    | 5     | 5     | 01.7（1人）    | 3着  | 1:56.8 (41.9)     | 0.7  | 阿部龍   | 57          | クインズサターン       |
| 0000.10.07  | 門別   | 瑞穂賞                         | H2     | ダ1800m（重） | 7     | 3     | 3     | 03.1（2人）    | 1着  | 1:52.3 (37.6)     | -0.7 | 阿部龍   | 58          | (ルールソヴァール)     |
| 2021． 9. 8 | 門別   | ドゥラメンテ・メモリアル       | A1下   | ダ1700m（重） | 7     | 4     | 4     |                | 取消 |                   |      | 阿部龍   | 56          | ウタマロ               |
| 2022． 8. 3 | 門別   | 平取町長杯「平取すずらん」特別 | A1下   | ダ1800m（重） | 7     | 3     | 3     | 1.9（1人）     | 1着  | 1:52.6 (37.7)     | -0.7 | 阿部龍   | 55          | （ドテライヤツ）       |

## 血統表
| スーパーステションの血統          | スーパーステションの血統                             | スーパーステションの血統                             | （血統表の出典）                                     | （血統表の出典） |
| 父系                              | サンデーサイレンス系（ヘイロー系）                   | サンデーサイレンス系（ヘイロー系）                   | サンデーサイレンス系（ヘイロー系）                   | [ § 2 ]          |
| 父 カネヒキリ 栗毛 2002           | 父の父フジキセキ 青鹿毛 1992                         | *サンデーサイレンス Sunday Silence                   | Halo                                                 | Halo             |
| 父 カネヒキリ 栗毛 2002           | 父の父フジキセキ 青鹿毛 1992                         | *サンデーサイレンス Sunday Silence                   | Wishing Well                                         |                  |
| 父 カネヒキリ 栗毛 2002           | 父の父フジキセキ 青鹿毛 1992                         | *ミルレーサー                                        | Le Fabuleux                                          | Le Fabuleux      |
| 父 カネヒキリ 栗毛 2002           | 父の父フジキセキ 青鹿毛 1992                         | *ミルレーサー                                        | Marston's Mill                                       |                  |
| 父 カネヒキリ 栗毛 2002           | 父の母*ライフアウトゼア Life Out There 栗毛 1992     | Deputy Minister                                      | Vice Regent                                          | Vice Regent      |
| 父 カネヒキリ 栗毛 2002           | 父の母*ライフアウトゼア Life Out There 栗毛 1992     | Deputy Minister                                      | Mint Copy                                            |                  |
| 父 カネヒキリ 栗毛 2002           | 父の母*ライフアウトゼア Life Out There 栗毛 1992     | Silver Valley                                        | Mr. Prospector                                       | Mr. Prospector   |
| 父 カネヒキリ 栗毛 2002           | 父の母*ライフアウトゼア Life Out There 栗毛 1992     | Silver Valley                                        | Seven Valleys                                        |                  |
| 母 ワイルドイマージュ 黒鹿毛 2006 | 母の父*ワイルドラッシュ Wild Rush 鹿毛 1994          | Wild Again                                           | Icecapade                                            | Icecapade        |
| 母 ワイルドイマージュ 黒鹿毛 2006 | 母の父*ワイルドラッシュ Wild Rush 鹿毛 1994          | Wild Again                                           | Bushel-n-Peck                                        |                  |
| 母 ワイルドイマージュ 黒鹿毛 2006 | 母の父*ワイルドラッシュ Wild Rush 鹿毛 1994          | Rose Park                                            | Plugged Nickle                                       | Plugged Nickle   |
| 母 ワイルドイマージュ 黒鹿毛 2006 | 母の父*ワイルドラッシュ Wild Rush 鹿毛 1994          | Rose Park                                            | Hardship                                             |                  |
| 母 ワイルドイマージュ 黒鹿毛 2006 | 母の母*ドラマチックローズ 鹿毛 1998                  | Theatrical                                           | Nureyev                                              | Nureyev          |
| 母 ワイルドイマージュ 黒鹿毛 2006 | 母の母*ドラマチックローズ 鹿毛 1998                  | Theatrical                                           | *ツリーオブノレッジ                                  |                  |
| 母 ワイルドイマージュ 黒鹿毛 2006 | 母の母*ドラマチックローズ 鹿毛 1998                  | *ミンデンローズ                                      | Mr. Prospector                                       | Mr. Prospector   |
| 母 ワイルドイマージュ 黒鹿毛 2006 | 母の母*ドラマチックローズ 鹿毛 1998                  | *ミンデンローズ                                      | Winning Colors                                       |                  |
| 母系(F-No.)                       | ドラマチックローズ(USA)系(FN:23-b)                   | ドラマチックローズ(USA)系(FN:23-b)                   | ドラマチックローズ(USA)系(FN:23-b)                   | [ § 3 ]          |
| 5代内の近親交配                   | Mr. Prospector 4×4=12.50%、Northern Dancer 5×5=6.25% | Mr. Prospector 4×4=12.50%、Northern Dancer 5×5=6.25% | Mr. Prospector 4×4=12.50%、Northern Dancer 5×5=6.25% | [ § 4 ]          |
| 出典                              | 1. 2. 3. 4.                                          | 1. 2. 3. 4.                                          | 1. 2. 3. 4.                                          | 1. 2. 3. 4.      |